# Илиодор (игумен Козловского Свято-Троицкого мужского монастыря)
Илиодор (1725—1789) — игумен Козловского Свято-Троицкого мужского монастыря Русской православной церкви.
Илиодор родился в 1725 году. Происходил из духовного звания. Принял монашество в 1756 году в Троице-Сергиевой лавре. 
5 декабря 1775 года Илиодор произведён в игумена Козловского Свято-Троицкого мужского монастыря. 
12 октября 1785 года отец Илиодор, по собственному прошению, отправлен на покой, с пенсией и правом проживать в Троице-Сергиевой лавре, где скончался 9 февраля 1789 года. 
Илиодор любил отшельничество и уединённую молитву. Один раз подпал под суд за отказ ехать из монастыря в Тамбов, для очередного служения.  Отказ мотивировал, что во время переездов и пребывания в городе на постоялых дворах монах вынужден «лишаться монашества».